# Act Like You Know
| Recensione       | Giudizio |
| ---------------- | -------- |
| AllMusic         | [ 1 ]    |
| Robert Christgau | **       |

Act Like You Know è il terzo album della rapper statunitense MC Lyte, pubblicato nel 1991 da First Priority. Nonostante il basso risultato commerciale degli sforzi precedenti, la Atlantic la tiene sotto contratto tramite la sussidiaria First Priority a patto che faccia un disco più commerciale: esce Act Like You Know, maggiormente orientato all'R&B e più melodico. Il disco non ottiene un riscontro positivo sul piano delle vendite.

## Tracce
1. When In Love – 3:58 (MC Lyte, Richard Wolf, Bret Mazur)
2. Eyes Are the Soul – 3:53 (MC Lyte, Richard Wolf, Bret Mazur)
3. Search 4 the Lyte – 3:21 (MC Lyte, King Of Chill)
4. Act Like You Know – 3:50 (MC Lyte, Richard Wolf, Bret Mazur)
5. Mickey Slipper (Interlude) – 1:36 (MC Lyte, Richard Wolf, Bret Mazur)
6. Poor Georgie – 4:30 (MC Lyte, Dee Jay Doc)
7. Take It Off – 4:51 (Spoonie Gee, Pal Joey, MC Lyte)
8. Beyond the Hype – 4:20 (MC Lyte, Richard Wolf, Bret Mazur)
9. All That – 3:10 (MC Lyte, Dana Eaves, Audio Two)
10. Big Bad Sister – 3:11 (MC Lyte, The 45 King)
11. Like that Anna (Interlude) – 0:53 (MC Lyte, Audio Two)
12. Kamikaze – 4:10 (MC Lyte, 45 King)
13. Can You Dig It – 3:15 (King Of Chill)
14. Like a Virgin – 4:13 (MC Lyte, 45 King)
15. Lola from the Copa – 3:04 (MC Lyte, Audio Two)
16. 2 Young 4 What – 3:32 (MC Lyte, DJ Master Tee)
17. Absolutely Positively..... Practical Jokes – 3:42 (MC Lyte, 45 King)
18. Another Dope Intro (Interlude) – 0:43 (MC Lyte, Richard Wolf, Bret Mazur)

Traccia bonus
1. K-Rock's the Man – 2:05

## Classifiche

### Classifiche settimanali
| Classifica (1991)         | Posizione massima |
| ------------------------- | ----------------- |
| Billboard 200             | 102               |
| US Top R&B/Hip-Hop Albums | 14                |